# Mușchetarii
The Musketeers este un serial BBC istoric dramatic de acțiune bazat pe romanul Cei trei mușchetari de Alexandre Dumas și co-produs de BBC America și BBC Worldwide. Primul episod a avut premiera pe BBC One la 19 ianuarie 2014. În rolurile principale joacă actorii Tom Burke ca Athos, Santiago Cabrera ca Aramis, Howard Charles ca Porthos, Luke Pasqualino ca d'Artagnan, cu Tamla Kari ca Constance, Maimie McCoy ca Milady de Winter, Ryan Gage ca Regele Ludovic al XIII-lea și Alexandra Dowling ca Regina Ana. Peter Capaldi interpretează rolul Cardinalului Richelieu în primul sezon și Marc Warren  interpretează rolul Contelui de Rochefort în al doilea sezon.

## Prezentare
În anii 1630, la Paris, Athos, Aramis și Porthos formează un grup de mușchetari foarte bine pregătiți aflați sub comanda  căpitanului Treville. Cei trei se întâlnesc cu d'Artagnan, un băiat abil de la o fermă, care speră să ajungă muschetar. Serialul prezintă luptele acestora pentru a proteja Regele și țara.

## Distribuție
- Tom Burke ca Athos
- Santiago Cabrera ca Aramis
- Peter Capaldi - Cardinalul Richelieu (primul sezon)
- Howard Charles ca Porthos
- Alexandra Dowling ca Regina Ana
- Ryan Gage ca Regele Ludovic al XIII-lea
- Tamla Kari - Constance Bonacieux
- Maimie McCoy ca Milady de Winter
- Luke Pasqualino ca d'Artagnan
- Hugo Speer - Căpitanul Treville
- Marc Warren - Comte de Rochefort (al doilea sezon)
- Matthew McNulty ca Lucien Grimaud (al treilea sezon)
- Rupert Everett ca Marquis de Feron (al treilea sezon)

## Episoade

### Primul sezon
| #  | Cod | Titlu                         | Regizor          | Scenarist(i)  | Premiera MB        | Premiera SUA    |
| -- | --- | ----------------------------- | ---------------- | ------------- | ------------------ | --------------- |
| 1  | 1   | "Friends and Enemies"         | Toby Haynes      | Adrian Hodges | 19 ianuarie, 2014  | 22 iunie, 2014  |
| 2  | 2   | "Sleight of Hand"             | Toby Haynes      | Adrian Hodges | 26 ianuarie, 2014  | 29 iunie, 2014  |
| 3  | 3   | "Commodities"                 | Saul Metzstein   | Susie Conklin | 2 februarie, 2014  | 6 iulie, 2014   |
| 4  | 4   | "The Good Soldier"            | Richard Clark    | Adrian Hodges | 9 februarie, 2014  | 13 iulie, 2014  |
| 5  | 5   | "The Homecoming"              | Saul Metzstein   | James Dormer  | 23 februarie, 2014 | 20 iulie, 2014  |
| 6  | 6   | "The Exiles"                  | Andy Hay         | Ben Harris    | 2 martie, 2014     | 27 iulie, 2014  |
| 7  | 7   | "A Rebellious Woman"          | Richard Clark    | James Payne   | 9 martie, 2014     | 3 august, 2014  |
| 8  | 8   | "The Challenge"               | Farren Blackburn | Susie Conklin | 16 martie, 2014    | 10 august, 2014 |
| 9  | 9   | "Knight Takes Queen"          | Andy Hay         | Peter McKenna | 23 martie, 2014    | 17 august, 2014 |
| 10 | 10  | "Musketeers Don't Die Easily" | Farren Blackburn | Adrian Hodges | 30 martie, 2014    | 24 august, 2014 |

### Al doilea sezon[5]
La 9 februarie 2014  BBC a anunțat că a reînnoit serialul cu un al doilea sezon care va avea premiera la 2 ianuarie 2015.
| #  | Cod | Titlu                         | Regizor         | Scenarist(i)                   | Premiera MB        | Premiera SUA       |
| -- | --- | ----------------------------- | --------------- | ------------------------------ | ------------------ | ------------------ |
| 1  | 11  | "Keep Your Friends Close"     | John Strickland | Adrian Hodges                  | 2 ianuarie, 2015   | 17 ianuarie, 2015  |
| 2  | 12  | "An Ordinary Man"             | John Strickland | Adrian Hodges                  | 9 ianuarie, 2015   | 24 ianuarie, 2015  |
| 3  | 13  | "The Good Traitor"            | Marc Jobst      | Lucy Catherine & Adrian Hodges | 16 ianuarie, 2015  | 31 ianuarie, 2015  |
| 4  | 14  | "Emilie"                      | Andy Hay        | Ryan Craig & Adrian Hodges     | 30 ianuarie, 2015  | 7 februarie, 2015  |
| 5  | 15  | "The Return"                  | Marc Jobst      | Simon J Ashford                | 13 februarie, 2015 | 14 februarie, 2015 |
| 6  | 16  | "Through a Glass Darkly"      | Andy Hay        | Marnie Dickens & Adrian Hodges | 20 februarie, 2015 | 21 februarie, 2015 |
| 7  | 17  | "A Marriage of Inconvenience" | Edward Bennett  | Steve Bailie                   | 27 februarie, 2015 | 28 februarie, 2015 |
| 8  | 18  | "The Prodigal Father"         | Edward Bennett  | Susie Conklin & Adrian Hodges  | 6 martie, 2015     | 7 martie, 2015     |
| 9  | 19  | "The Accused"                 | Nicholas Renton | Simon J Ashford                | 20 martie, 2015    | 14 martie, 2015    |
| 10 | 20  | "Trial and Punishment"        | Nicholas Renton | Simon Allen                    | 27 martie 2015     | 21 martie 2015     |

### Al treilea sezon[10]
În ianuarie 2015, s-a anunțat că serialul a fost reînnoit cu un al treilea sezon care va avea premiera la 10 aprilie 2016 în Canada și la 28 mai în Regatul Unit.
| #  | Cod | Titlu                    | Regizor         | Scenarist        | Premiera Canada | Premiera MB   |
| -- | --- | ------------------------ | --------------- | ---------------- | --------------- | ------------- |
| 1  | 21  | ''Spoils of War''        | Andy Hay        | Simon J. Ashford | 10 aprilie 2016 | 28 mai 2016   |
| 2  | 22  | ''The Hunger''           | Andy Hay        | Simon J. Ashford | 17 aprilie 2016 | 11 iunie 2016 |
| 3  | 23  | ''Brother in Arms''      | Roger Goldby    | Simon Allen      | 24 aprilie 2016 | 20 iunie 2016 |
| 4  | 24  | ''The Queen's Diamonds'' | Nicholas Renton | Jeff Povey       | 1 mai 2016      | 25 iunie 2016 |
| 5  | 25  | "To Play the King"       | Roger Goldby    | Ellen Taylor     | 8 mai 2016      | 3 iulie 2016  |
| 6  | 26  | "Death of a Hero"        | Nicholas Renton | Peter McKenna    | 15 mai 2016     | 9 iulie 2016  |
| 7  | 27  | "Fool's Gold"            | Sue Tully       | Kelly Jones      | 22 mai 2016     | 16 iulie 2016 |
| 8  | 28  | "Prisoners of War"       | Udayan Prasad   | James Payne      | 29 mai 2016     | 23 iulie 2016 |
| 9  | 29  | "The Prize"              | Sue Tully       | Dusty Hughes     | 5 iunie 2016    | 30 iulie 2016 |
| 10 | 30  | "We are the Garrison"    | Udayan Prasad   | Simon Allen      | 12 iunie 2016   | 1 august 2016 |

## Producție
BBC a dezvoltat ideea de a realiza un nou serial bazat pe Cei trei muschetari încă din 2007, ca un proiect conceput să ruleze la TV sâmbătă seara între două episoade Doctor Who. Producția serialului a fost anunțată în 2012, cu Adrian Hodges responsabil de proiect.

## Vezi și
- Listă de ecranizări ale romanului Cei trei muschetari

## Legături externe
- Site web oficial (UK)
- Site web oficial (US)
- Mușchetarii la Internet Movie Database
- The Musketeers] la CineMagia.ro